# Шапур II
Шапур II Велики е един от най-великите владетели от Сасанидската династия на Персия.

## Произход и управление
Син и наследник е на Хормазд II. Тъй като бащата му умира преди раждането му, а другите синове на Хормазд са убити от благородниците или се спасяват с бягство, Шапур е обявен за владетел и коронован в самия момент на раждането си (in utero). Управлява през 310 г. – 379 г. Необикновено дългото му царуване е запомнено като втори златен век в историята на персийската сасанидска монархия.
През 337 г. Шапур II нарушава мира и ангажира римляните с многократни войни в Месопотамия, борейки се да възстанови загубените по времето на Нарсес земи. Междувременно побеждава арабите и степните номадски племена, нахлува в Армения където се стреми да наложи зороастрийството. Пленява арменският цар, побеждава кушаните, разширява империята на изток в дн. Пакистан и Афганистан. След смъртта на неговия противник император Юлиан Апостат в битката при Ктезифон е сключен мирен договор с римляните, според който земите източно от река Тигър минават под персийска власт.
Шапур е поддръжник на зороастийската религия, преследва и избива еретиците и християните.